# ماجد سعيد سلطان
ماجد سعيد سلطان (بالإنجليزية: Majed Saeed Sultan)‏ هو عداء المسافات المتوسطة كيني، ولد في 3 نوفمبر 1986.

## وصلات خارجية
- ماجد سعيد سلطان على موقع الاتحاد الدولي لألعاب القوى (الإنجليزية)
- ماجد سعيد سلطان على موقع أوليمبيديا (الإنجليزية)